# Lijst van voetbalinterlands Ghana - Sierra Leone
Deze lijst van voetbalinterlands is een overzicht van alle officiële voetbalwedstrijden tussen de nationale teams van Ghana en Sierra Leone. De landen hebben tot op heden vijftien keer tegen elkaar gespeeld. De eerste ontmoeting was een vriendschappelijke wedstrijd op 31 januari 1971 in Freetown. Het laatste duel, eveneens een vriendschappelijke wedstrijd, werd gespeeld op 19 oktober 2002 in de Sierra Leoonse hoofdstad.

## Wedstrijden
| №  | Plaats   | Datum            | Competitie                          | Wedstrijd            | Uitslag |
| -- | -------- | ---------------- | ----------------------------------- | -------------------- | ------- |
| 1  | Freetown | 31 januari 1971  | Vriendschappelijk                   | Ghana − Sierra Leone | 1 − 2   |
| 2  | Accra    | 7 februari 1971  | Vriendschappelijk                   | Ghana − Sierra Leone | 2 − 1   |
| 3  | Accra    | 1 december 1972  | Afrikaanse Spelen 1973 kwalificatie | Ghana − Sierra Leone | 1 − 1   |
| 4  | Freetown | 6 juni 1980      | Vriendschappelijk                   | Sierra Leone − Ghana | 2 − 4   |
| 5  | Accra    | 30 maart 1987    | Afrika Cup 1988 kwalificatie        | Ghana − Sierra Leone | 1 − 2   |
| 6  | Freetown | 11 april 1987    | Afrika Cup 1988 kwalificatie        | Sierra Leone − Ghana | 0 − 0   |
| 7  | Freetown | 28 november 1993 | Vriendschappelijk                   | Sierra Leone − Ghana | 2 − 3   |
| 8  | Accra    | 3 september 1994 | Afrika Cup 1996 kwalificatie        | Ghana − Sierra Leone | 4 − 1   |
| 9  | Freetown | 8 april 1995     | Afrika Cup 1996 kwalificatie        | Sierra Leone − Ghana | 1 − 0   |
| 10 | Accra    | 12 november 1995 | Vriendschappelijk                   | Ghana − Sierra Leone | 2 − 0   |
| 11 | Freetown | 5 april 1997     | WK 1998 kwalificatie                | Sierra Leone − Ghana | 1 − 1   |
| 12 | Obuasi   | 17 augustus 1997 | WK 1998 kwalificatie                | Ghana − Sierra Leone | 0 − 2   |
| 13 | Accra    | 9 juli 2000      | WK 2002 kwalificatie                | Ghana − Sierra Leone | 5 − 0   |
| 14 | Freetown | 5 mei 2001       | WK 2002 kwalificatie                | Sierra Leone − Ghana | 1 − 1   |
| 15 | Freetown | 19 oktober 2002  | Vriendschappelijk                   | Sierra Leone − Ghana | 2 − 1   |

## Samenvatting
| Competitie                     | Totaal gespeeld | Winst Ghana | Gelijk | Winst Sierra Leone | Doelsaldo Ghana – Sierra Leone |
| ------------------------------ | --------------- | ----------- | ------ | ------------------ | ------------------------------ |
| WK-kwalificatie                | 4               | 1           | 2      | 1                  | 7 − 4                          |
| Afrika Cup-kwalificatie        | 4               | 1           | 1      | 2                  | 5 − 4                          |
| Afrikaanse Spelen-kwalificatie | 1               | 0           | 1      | 0                  | 1 − 1                          |
| Vriendschappelijk              | 6               | 4           | 0      | 2                  | 13 − 9                         |
| Totaal                         | 15              | 6           | 4      | 5                  | 26 − 18                        |

GFA · A-internationals · Selecties ·  Bondscoaches · Ghanees vrouwenelftal · Ghana U21 · Ghana U20 · Ghana U19 · Ghana U18 · Ghana U17
1950 – 1959 ·
1960 – 1969 ·
1970 – 1979 ·
1980 – 1989 ·
1990 – 1999 ·
2000 – 2009 ·
2010 – 2019 ·
2020 − 2029
WK 2006 ·
WK 2010 · 
WK 2014
OS 1964 · 
OS 1968 · 
OS 1972 · 
OS 1976 · 
OS 1992 · 
OS 1996 ·
OS 2004
1950 · 
1951 · 
1952 · 
1953 · 
1954 · 
1955 · 
1956 · 
1957 · 
1958 · 
1959 · 
1960 · 
1961 · 
1962 · 
1963 · 
1964 · 
1965 · 
1966 · 
1967 · 
1968 · 
1969 · 
1970 · 
1971 · 
1972 · 
1973 · 
1974 · 
1975 · 
1976 · 
1977 · 
1978 · 
1979 · 
1980 · 
1981 · 
1982 · 
1983 · 
1984 · 
1985 · 
1986 · 
1987 · 
1988 · 
1989 · 
1990 · 
1991 · 
1992 · 
1993 · 
1994 · 
1995 · 
1996 · 
1997 · 
1998 · 
1999 · 
2000 · 
2001 · 
2002 · 
2003 · 
2004 · 
2005 · 
2006 · 
2007 · 
2008 · 
2009 · 
2010 · 
2011 · 
2012 · 
2013 ·
2014 ·
2015 ·
2016 ·
2017 ·
2018 ·
2019 ·
2020 ·
2021 ·
2022 ·
2023
Algerije ·
Angola ·
Argentinië ·
Australië ·
Benin ·
Bosnië en Herzegovina ·
Botswana ·
Brazilië ·
Burkina Faso ·
Burundi ·
Canada ·
Centraal-Afrikaanse Republiek ·
Chili ·
China ·
Comoren ·
Congo-Brazzaville ·
Congo-Kinshasa ·
Cuba ·
DDR ·
Denemarken ·
Duitsland ·
Egypte ·
Engeland ·
Equatoriaal-Guinea ·
Eritrea ·
Ethiopië ·
Gabon ·
Gambia ·
Griekenland ·
Guinee ·
Guinee-Bissau ·
IJsland ·
India ·
Indonesië ·
Irak ·
Iran ·
Italië ·
Ivoorkust ·
Jamaica ·
Japan ·
Joegoslavië ·
Kaapverdië ·
Kameroen ·
Kenia ·
Lesotho ·
Letland ·
Liberia ·
Libië ·
Madagaskar ·
Malawi ·
Maleisië ·
Mali ·
Marokko ·
Mauritius ·
Mexico ·
Montenegro · 
Mozambique ·
Namibië ·
Nederland ·
Nicaragua ·
Nieuw-Zeeland ·
Niger ·
Nigeria ·
Noorwegen ·
Oeganda ·
Oostenrijk ·
Portugal ·
Qatar ·
Rusland ·
Rwanda ·
Saoedi-Arabië ·
Sao Tomé en Principe ·
Senegal ·
Servië ·
Sierra Leone ·
Singapore ·
Slovenië ·
Soedan ·
Somalië ·
Swaziland ·
Tanzania ·
Thailand ·
Togo ·
Tsjaad ·
Tsjechië ·
Tunesië ·
Turkije ·
Uruguay ·
Verenigde Staten ·
Zambia ·
Zimbabwe ·
Zuid-Afrika ·
Zuid-Korea ·
Zwitserland
Brazilië (2006) · 
Duitsland (2014) ·
Italië (2006) · 
Ivoorkust (2015) · 
Portugal (2014) ·
Servië (2010) · 
Tsjechië (2006) · 
Verenigde Staten (2006) · 
Verenigde Staten (2014)
SLFA · 
A-internationals · 
Sierra Leoons vrouwenelftal
1966 – 1979 · 
1980 – 1989 · 
1990 – 1999 · 
2000 – 2009 · 
2010 – 2019 ·
2020 − 2029
Algerije ·
Angola ·
Benin ·
Burkina Faso ·
Burundi ·
China ·
Comoren ·
Congo-Brazzaville ·
Congo-Kinshasa ·
Djibouti ·
Egypte ·
Equatoriaal-Guinea ·
Ethiopië ·
Gabon ·
Gambia ·
Ghana ·
Guinee ·
Guinee-Bissau ·
Irak ·
Iran ·
Ivoorkust ·
Jordanië ·
Kaapverdië ·
Kameroen ·
Kenia ·
Lesotho ·
Liberia ·
Malawi ·
Mali ·
Marokko ·
Mauritanië ·
Niger ·
Nigeria ·
Sao Tomé en Principe ·
Senegal ·
Seychellen ·
Soedan ·
Somalië ·
Swaziland ·
Togo ·
Tsjaad ·
Tunesië ·
Zambia ·
Zuid-Afrika